# Djamel Menad
Djamel Menad, né le 22 juillet 1960 à El Bayadh (Algérie) et mort le 22 mars 2025 à Alger, est un footballeur international algérien, retraité depuis 1997. Il est attaquant, de la fin des années 1970 à la fin des années 1990.
Il compte 79 sélections pour 25 buts en équipe nationale entre 1980 et 1995.

## Biographie
Djamel Menad est né le 22 juillet 1960 à El-Bayadh où s'était établie sa famille originaire des Ouacifs, dans la wilaya de Tizi Ouzou, en Algérie. Deux années après sa naissance, la famille Menad se déplace à la Casbah (Alger) avant de s'établir à la Cité Fougeroux à Bouzaréah (Alger).
Il meurt à Alger le 22 mars 2025 des suites d’une longue maladie.

## Carrière

### Club

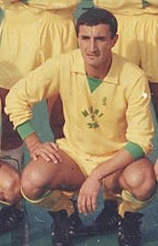
Menad sous les couleurs de la JS Kabylie en 1986.

Il commence sa carrière au Mouloudia Club de Rouiba avant de rejoindre le CR Belcourt (1977-1981) puis la Jeunesse sportive de Kabylie (1981-1987). Il gagne avec la JS Kabylie plusieurs trophées, notamment la coupe d'Afrique des clubs vainqueurs de coupes en 1995 face à l'équipe nigériane du Julius Berger. En 1987, il entame une carrière professionnelle, en rejoignant le club français du Nîmes Olympique. En 1990, il découvre le championnat portugais sous les couleurs du FC Famalicão. De 1991 à 1994, il joue pour le FC Belenenses. En 1994, il retourne à la JS Kabylie avant de terminer sa carrière à l'USM Alger (1996-1997).

### Équipe nationale junior
En février 1979, il remporte la Coupe d'Afrique des nations junior face à la Guinée, ce qui permet à l'Algérie de participer dans la même année au championnat du monde junior au Japon. L'équipe algérienne termine à la première place de son groupe, mais sera éliminée en quart de finale par le futur détenteur du trophée, l'Argentine de Diego Maradona.

### Équipe nationale A
Après la coupe du monde junior de Tokyo, Djamel Menad fait, en 1980, sa première apparition en équipe nationale senior lors d'un match face à la Sierra Leone en remplaçant de Rabah Madjer. Cette rencontre sert de qualification à la Coupe du monde 1982. Il inscrit son premier but en équipe nationale lors de ce match. Il est ensuite sélectionné pour le tournoi olympique de football organisé à Moscou, mais ne fera pas partie de l'équipe qui défendra les couleurs algériennes en phase finale de la Coupe du monde 1982 en Espagne. En 1986, il est sélectionné pour la Coupe du monde au Mexique.
Au niveau africain, il a à son actif cinq participations à la Coupe d'Afrique des nations (1984, 1986, 1988, 1990, 1992). Il fait partie de l'équipe nationale algérienne qui remporte la coupe d'Afrique des nations en 1990. Il est sacré meilleur buteur de la compétition avec quatre buts.

### Entraîneur
Le 15 octobre 2017, il est nommé, en compagnie de Meziane Ighil, assistant de Rabah Madjer, nommé sélectionneur national. Le 24 juin 2018, le trio est limogé.

## Statistiques
| Saison                | Club                  | Championnat           | Championnat | Championnat | Coupe(s) nationale(s) | Coupe(s) nationale(s) | Compétition(s) continentale(s) | Compétition(s) continentale(s) | Compétition(s) continentale(s) | Total | Total |
| Saison                | Club                  | Division              | M.          | B.          | M.                    | B.                    | Comp.                          | M.                             | B.                             | M.    | B.    |
| 1977-1978             | CR Belouizdad         | 1                     | -           | -           | -                     | -                     | -                              | -                              | -                              | 0     | 0     |
| 1978-1979             | CR Belouizdad         | 1                     | -           | -           | -                     | -                     | -                              | -                              | -                              | 0     | 0     |
| 1979-1980             | CR Belouizdad         | 1                     | -           | -           | -                     | -                     | -                              | -                              | -                              | 0     | 0     |
| 1980-1981             | CR Belouizdad         | 1                     | -           | -           | -                     | -                     | -                              | -                              | -                              | 0     | 0     |
| Sous-total            | Sous-total            | Sous-total            | -           | -           | -                     | -                     | -                              | -                              | -                              | 0     | 0     |
| 1981-1982             | JE Tizi-Ouzou         | 1                     | -           | 2           | -                     | -                     | C1                             | 2                              | 0                              | 2     | 2     |
| 1982-1983             | JE Tizi-Ouzou         | 1                     | -           | 6           | 2                     | -                     | C1+CA                          | 4+1                            | 0+1                            | 7     | 7     |
| 1983-1984             | JE Tizi-Ouzou         | 1                     | -           | -           | 4                     | 3                     | C1                             | 6                              | 1                              | 10    | 4     |
| 1984-1985             | JE Tizi-Ouzou         | 1                     | -           | 13          | -                     | -                     | -                              | -                              | -                              | 0     | 13    |
| 1985-1986             | JE Tizi-Ouzou         | 1                     | 30          | 8           | 5                     | 2                     | C1                             | 4                              | 1                              | 39    | 11    |
| 1986-1987             | JE Tizi-Ouzou         | 1                     | -           | -           | -                     | 1                     | -                              | -                              | -                              | 0     | 1     |
| Sous-total            | Sous-total            | Sous-total            | -           | +29         | -                     | +7                    | -                              | 17                             | 3                              | 17    | 39    |
| 1987-1988             | Nîmes Olympique       | 2                     | 26          | 7           | 1                     | 0                     | -                              | -                              | -                              | 27    | 7     |
| 1988-1989             | Nîmes Olympique       | 2                     | 25          | 8           | 2                     | 1                     | -                              | -                              | -                              | 27    | 9     |
| 1989-1990             | Nîmes Olympique       | 2                     | 27          | 12          | 3                     | 1                     | -                              | -                              | -                              | 30    | 13    |
| Sous-total            | Sous-total            | Sous-total            | 78          | 27          | 6                     | 2                     | -                              | -                              | -                              | 84    | 29    |
| 1990-1991             | FC Famalicão          | 1                     | 31          | 6           | 2                     | 0                     | -                              | -                              | -                              | 33    | 6     |
| 1991-1992             | FC Famalicão          | 1                     | 25          | 11          | 2                     | 0                     | -                              | -                              | -                              | 27    | 11    |
| Sous-total            | Sous-total            | Sous-total            | 56          | 17          | 4                     | 0                     | -                              | -                              | -                              | 60    | 17    |
| 1992-1993             | CF Belenenses         | 1                     | 22          | 3           | 3                     | 0                     | -                              | -                              | -                              | 25    | 3     |
| Sous-total            | Sous-total            | Sous-total            | 22          | 3           | 3                     | 0                     | -                              | -                              | -                              | 25    | 3     |
| 1993-1994             | JS Kabylie            | -                     | -           | -           | -                     | -                     | -                              | -                              | -                              | 0     | 0     |
| 1994-1995             | JS Kabylie            | 1                     | -           | 7           | -                     | 1                     | C2                             | -                              | 1                              | 0     | 9     |
| 1995-1996             | JS Kabylie            | 1                     | -           | 3           | -                     | -                     | -                              | -                              | 3                              | 0     | 6     |
| Sous-total            | Sous-total            | Sous-total            | -           | 10          | -                     | 1                     | -                              | -                              | 4                              | 0     | 15    |
| 1996-1997             | USM Alger             | 1                     | -           | 3           | -                     | -                     | -                              | -                              | -                              | 0     | 3     |
| Sous-total            | Sous-total            | Sous-total            | -           | 3           | -                     | 0                     | -                              | -                              | -                              | 0     | 3     |
| Total sur la carrière | Total sur la carrière | Total sur la carrière | 0           | 0           | 0                     | 0                     | -                              | -                              | -                              | 0     | 0     |

## En sélection nationale
| Saison                | Sélection             | Phases finales                 | Phases finales | Phases finales | Éliminatoires CDM | Éliminatoires CDM | Éliminatoires CAN | Éliminatoires CAN | Éliminatoires JO | Éliminatoires JO | Matchs amicaux | Matchs amicaux | Total | Total |
| Saison                | Sélection             | Compétition                    | M              | B              | M                 | B                 | M                 | B                 | M                | B                | M              | B              | M     | B     |
| --------------------- | --------------------- | ------------------------------ | -------------- | -------------- | ----------------- | ----------------- | ----------------- | ----------------- | ---------------- | ---------------- | -------------- | -------------- | ----- | ----- |
| 1979-1980             | Algérie               | CAN 1980 + JO 1980             | .+3            | .+0            | 1                 | 1                 | -                 | -                 | -                | -                | -              | -              | 4     | 1     |
| 1980-1981             | Algérie               | -                              | -              | -              | 1                 | 0                 | -                 | -                 | -                | -                | 1              | 0              | 2     | 0     |
| 1982-1983             | Algérie               | -                              | -              | -              | -                 | -                 | 2                 | 1                 | 2                | 0                | 1              | 0              | 5     | 1     |
| 1983-1984             | Algérie               | CAN 1984                       | 4              | 1              | -                 | -                 | 1                 | 0                 | -                | -                | 5              | 2              | 10    | 3     |
| 1984-1985             | Algérie               | -                              | -              | -              | 4                 | 1                 | 2                 | 1                 | -                | -                | 6              | 2              | 12    | 4     |
| 1985-1986             | Algérie               | CAN 1986 + Coupe du monde 1986 | 3+2            | 0              | 2                 | 3                 | 2                 | 0                 | -                | -                | 6              | 1              | 15    | 4     |
| 1986-1987             | Algérie               | -                              | -              | -              | -                 | -                 | 2                 | 1                 | 2                | 2                | 2              | 2              | 6     | 5     |
| 1987-1988             | Algérie               | CAN 1988                       | 4              | 0              | -                 | -                 | -                 | -                 | 1                | 0                | -              | -              | 5     | 0     |
| 1988-1989             | Algérie               | -                              | -              | -              | 3                 | 3                 | -                 | -                 | -                | -                | -              | -              | 3     | 3     |
| 1989-1990             | Algérie               | CAN 1990                       | 5              | 4              | 2                 | 0                 | -                 | -                 | -                | -                | -              | -              | 7     | 4     |
| 1991-1992             | Algérie               | CAN 1992                       | 1              | 0              | -                 | -                 | -                 | -                 | -                | -                | 1              | 0              | 2     | 0     |
| 1994-1995             | Algérie               | -                              | -              | -              | -                 | -                 | 7                 | 0                 | -                | -                | 1              | 0              | 8     | 0     |
| Total sur la carrière | Total sur la carrière | Total sur la carrière          | 22             | 5              | 13                | 8                 | 16                | 3                 | 5                | 2                | 23             | 7              | 79    | 25    |

### Matchs internationaux
| Date       | Lieu            | Compétition | Pays            | Score | Pays               |
| ?-?-1980   | Alger           | Amical      | Algérie         | 0 - 0 | Dynamo Moscou      |
| 31-5-1980  | Sierra Leone    | Q.C.M 1982  | Sierra Leone    | 2 - 2 | Algérie            |
| 20-7-1980  | Moscou          | J.O 1980    | Algérie         | 3 - 0 | Syrie              |
| 22-7-1980  | Moscou          | J.O 1980    | Algérie         | 0 - 1 | R.D.Allemagne      |
| 27-7-1980  | Moscou          | J.O 1980    | Algérie         | 0 - 3 | Yougoslavie        |
| 19-11-1980 | Pologne         | Amical      | Pologne         | 5 - 1 | Algérie            |
| 5-12-1980  | Constantine     | Amical      | Algérie         | 4 - 1 | Chine              |
| 12-12-1980 | Constantine     | Q.C.M 1982  | Algérie         | 2 - 0 | Soudan             |
| 19-12-1982 | Tunisie         | Amical      | Tunisie         | 0 - 1 | Algérie            |
| 17-1-1983  | Alger           | Amical      | Algérie         | 1 - 1 | Ipswich Town FC    |
| 22-2-1983  | Setif           | Amical      | Algérie         | 4 - 0 | Carl Zeiss Jena FC |
| 24-2-1983  | Oran            | Amical      | Algérie         | 2 - 0 | Vojvodina Novi Sad |
| 8-4-1983   | Alger           | Q.CAN 1984  | Algérie         | 6 - 2 | Benin              |
| 24-4-1983  | Benin           | Q.CAN 1984  | Benin           | 1 - 1 | Algérie            |
| 28-5-1983  | Ouganda         | Q.J.O 1984  | Ouganda         | 4 - 1 | Algérie            |
| 10-6-1983  | Alger           | Q.J.O 1984  | Algérie         | 3 - 0 | Ouganda            |
| 7-8-1983   | France          | Amical      | Algérie         | 2 - 3 | Bulgarie           |
| 14-8-1983  | Sénégal         | Q.CAN 1984  | Sénégal         | 1 - 1 | Algérie            |
| 23-8-1983  | Alger           | Amical      | Algérie         | 3 - 0 | Côte d'Ivoire      |
| 11-9-1983  | Maroc           | J.M 1983    | Algérie         | 2 - 3 | Tunisie            |
| 13-9-1983  | Maroc           | J.M 1983    | Algérie         | 1 - 0 | Turquie Am         |
| 28-12-1983 | Tlemcen         | Amical      | Algérie         | 0 - 1 | Barcelone Espanyol |
| 21-2-1984  | Arabie Saoudite | Amical      | Arabie Saoudite | 4 - 2 | Algérie            |
| 5-3-1984   | Côte d'Ivoire   | CAN 1984    | Algérie         | 3 - 0 | Malawi             |
| 8-3-1984   | Côte d'Ivoire   | CAN 1984    | Algérie         | 2 - 0 | Ghana              |
| 11-3-1984  | Côte d'Ivoire   | CAN 1984    | Algérie         | 0 - 0 | Nigeria            |
| 14-3-1984  | Côte d'Ivoire   | CAN 1984    | Algérie         | 0 - 0 | Cameroun           |
| 10-10-1984 | R.D.Allemagne   | Amical      | R.D.Allemagne   | 5 - 2 | Algérie            |
| 28-12-1984 | Côte d'Ivoire   | Abidjan1984 | Algérie         | 1 - 2 | Ghana              |
| 30-12-1984 | Côte d'Ivoire   | Abidjan1984 | Algérie         | 3 - 1 | Tunisie            |
| 1-1-1985   | Côte d'Ivoire   | Abidjan1984 | Côte d'Ivoire   | 1 - 1 | Algérie            |
| 5-2-1985   | Alger           | Amical      | Algérie         | 3 - 2 | Juventus           |
| 8-3-1985   | Alger           | Q.CAN 1986  | Algérie         | 4 - 0 | Mauritanie         |
| 13-3-1985  | Batna           | Amical      | Algérie         | 1 - 1 | R.D.Allemagne      |
| 22-3-1985  | Mauritanie      | Q.CAN 1986  | Mauritanie      | 1 - 1 | Algérie            |
| 31-3-1985  | Angola          | Q.C.M 1986  | Angola          | 0 - 0 | Algérie            |
| 19-4-1985  | Alger           | Q.C.M 1986  | Algérie         | 3 - 2 | Angola             |
| 1-5-1985   | Tunisie         | Amical      | Tunisie         | 1 - 0 | Algérie            |
| 13-7-1985  | Alger           | Q.C.M 1986  | Algérie         | 2 - 0 | Zambie             |
| 28-7-1985  | Zambie          | Q.C.M 1986  | Zambie          | 0 - 1 | Algérie            |
| 4-8-1985   | Kenya           | Q.CAN 1986  | Kenya           | 0 - 0 | Algérie            |
| 18-8-1985  | Alger           | Q.CAN 1986  | Algérie         | 3 - 0 | Kenya              |
| 6-10-1985  | Tunisie         | Q.C.M 1986  | Tunisie         | 1 - 4 | Algérie            |
| 18-10-1985 | Alger           | Q.C.M 1986  | Algérie         | 3 - 0 | Tunisie            |
| 7-12-1985  | Mexique         | Mexico1985  | Mexique         | 2 - 0 | Algérie            |
| 14-12-1985 | Mexique         | Mexico1985  | Algérie         | 0 - 2 | Corée du Sud       |
| 17-2-1986  | Arabie Saoudite | Amical      | Arabie Saoudite | 0 - 0 | Algérie            |
| 21-2-1986  | Arabie Saoudite | Amical      | Arabie Saoudite | 1 - 1 | Algérie            |
| 25-2-1986  | Alger           | Amical      | Algérie         | 4 - 1 | Mozambique         |
| 8-3-1986   | Egypte          | CAN 1986    | Algérie         | 0 - 0 | Maroc              |
| 11-3-1986  | Egypte          | CAN 1986    | Algérie         | 0 - 0 | Zambie             |
| 14-3-1986  | Egypte          | CAN 1986    | Algérie         | 2 - 3 | Cameroun           |
| 16-4-1986  | Alger           | Amical      | Algérie         | 1 - 1 | Fluminense         |
| 29-4-1986  | Belgique        | Amical      | Beveren KSK     | 0 - 2 | Algérie            |
| 6-5-1986   | Suisse          | Amical      | Suisse          | 2 - 0 | Algérie            |
| 6-6-1986   | Mexique         | C.M 1986    | Algérie         | 0 - 1 | Brésil             |
| 13-6-1986  | Mexique         | C.M 1986    | Algérie         | 0 - 3 | Espagne            |
| 11-12-1986 | Mascara         | Amical      | Algérie         | 2 - 1 | Côte d'Ivoire      |
| 11-1-1987  | Tunisie         | Q.J.A 1987  | Tunisie         | 0 - 2 | Algérie            |
| 8-3-1987   | France          | Amical      | Algérie         | 1 - 1 | Belenenses FC      |
| 27-3-1987  | Alger           | Q.CAN 1988  | Algérie         | 1 - 0 | Tunisie            |
| 12-4-1987  | Tunisie         | Q.CAN 1988  | Tunisie         | 1 - 1 | Algérie            |
| 28-6-1987  | Soudan          | Q.J.O 1988  | Soudan          | 1 - 1 | Algérie            |
| 10-7-1987  | Annaba          | Q.J.O 1988  | Algérie         | 3 - 1 | Soudan             |
| 15-1-1988  | Annaba          | Q.J.O 1988  | Algérie         | 1 - 0 | Nigeria            |
| 13-3-1988  | Maroc           | CAN 1988    | Algérie         | 1 - 1 | Côte d'Ivoire      |
| 16-3-1988  | Maroc           | CAN 1988    | Maroc           | 1 - 0 | Algérie            |
| 19-3-1988  | Maroc           | CAN 1988    | Algérie         | 1 - 0 | R.D.Congo          |
| 23-3-1988  | Maroc           | CAN 1988    | Algérie         | 1 - 1 | Nigeria            |
| 6-1-1989   | Annaba          | Q.C.M 1990  | Algérie         | 3 - 0 | Zimbabwe           |
| 20-1-1989  | Côte d'Ivoire   | Q.C.M 1990  | Côte d'Ivoire   | 0 - 0 | Algérie            |
| 25-6-1989  | Zimbabwe        | Q.C.M 1990  | Zimbabwe        | 1 - 2 | Algérie            |
| 25-8-1989  | Annaba          | Q.C.M 1990  | Algérie         | 1 - 0 | Côte d'Ivoire      |
| 17-11-1989 | Egypte          | Q.C.M 1990  | Egypte          | 1 - 0 | Algérie            |
| 2-3-1990   | Alger           | CAN 1990    | Algérie         | 5 - 1 | Nigeria            |
| 5-3-1990   | Alger           | CAN 1990    | Algérie         | 3 - 0 | Côte d'Ivoire      |
| 8-3-1990   | Alger           | CAN 1990    | Algérie         | 2 - 0 | Egypte B           |
| 12-3-1990  | Alger           | CAN 1990    | Algérie         | 2 - 1 | Sénégal            |
| 16-3-1990  | Alger           | CAN 1990    | Algérie         | 1 - 0 | Nigeria            |
| 13-10-1991 | Alger           | C.A.A 1991  | Algérie         | 1 - 0 | Iran               |
| 17-1-1992  | Sénégal         | CAN 1992    | Algérie         | 1 - 1 | Congo              |
| 3-8-1994   | Espagne         | Amical      | Valence FC      | 1 - 2 | Algérie            |
| 4-9-1994   | Ethiopie        | Q.CAN 1996  | Ethiopie        | 0 - 0 | Algérie            |
| 8-1-1995   | Alger           | Q.CAN 1996  | Algérie         | 1 - 0 | Egypte             |
| 21-1-1995  | Tanzanie        | Q.CAN 1996  | Tanzanie        | 2 - 1 | Algérie            |
| 24-4-1995  | Soudan          | Q.CAN 1996  | Soudan          | 2 - 0 | Algérie            |
| 2-6-1995   | Alger           | Q.CAN 1996  | Algérie         | 1 - 1 | Ouganda            |
| 14-7-1995  | Egypte          | Q.CAN 1996  | Egypte          | 1 - 1 | Algérie            |
| 22-7-1995  | Alger           | Amical      | Algérie         | 2 - 1 | Tunisie            |
| 30-7-1995  | Alger           | Q.CAN 1996  | Algérie         | 2 - 1 | Tanzanie           |

## Palmarès

### Palmarès de joueur

#### En club
| CR Belouizdad - Championnat d'Algérie : - Vice-champion : 1977, 1980 - Coupe d'Algérie (1) : - Vainqueur : 1978 | JS Kabylie - Championnat d'Algérie (5) : - Champion : 1982, 1983, 1985, 1986 et 1995 - Coupe d'Algérie (1) : - Vainqueur : 1986 - Coupe d'Afrique des clubs champions (1) : - Vainqueur : 1981 - Coupe d'Afrique des vainqueurs de coupe (1) : - Vainqueur : 1995 - Supercoupe d'Afrique (1) : - Vainqueur : 1982 | USM Alger - Coupe d'Algérie (1) : - Vainqueur : 1997 |

#### En sélection
Algérie
- Coupe d'Afrique des nations (1) : 
  - Vainqueur : 1990
- Coupe afro-asiatique des nations (1) :
  - Vainqueur : 1991
- Coupe d'Afrique des nations junior (1) :
  - Vainqueur : 1979

### Palmarès d'entraîneur
- Finaliste de la Coupe d'Algérie en 2012 avec le CR Belouizdad
- Finaliste de la Coupe d'Algérie en 2013 avec le MC Alger
- Finaliste de la Supercoupe d'Algérie en 2016 avec le MC Alger

### Distinctions personnelles
- Meilleur buteur de la CAN en 1990 avec 4 buts.
- Membre de l'équipe-type de la Coupe d'Afrique des nations : 1984 et 1990.
- Participation à 5 Coupe d'Afrique des nations (1984, 1986, 1988, 1990 et 1992).
- Participation au tournoi olympique de 1980 organisé à Moscou.
- Participation à la Coupe du monde au Mexique en 1986.
- Participation aux Jeux méditerranéens de 1983.
- Participation à la Coupe du monde Juniors (U20) de 1979 au Japon.
- Participation à la Coupe d'Afrique des Nations Juniors (U20) de 1979.